# Sorin Frunzăverde
Sorin Frunzăverde (né le 26 avril 1960 à Bocșa et mort le 3 novembre 2019 à Reșița (Roumanie)) est un homme politique roumain, membre du Parti démocrate-libéral (PDL) puis du Parti national libéral (PNL).
Il est membre de la Chambre des députés de 2000 à 2004 et également député européen de 2007 à 2008.

## Biographie
Sorin Frunzăverde étudie à Reșița. Il est diplômé en génie métallurgique de la faculté de métallurgie de l'université Politehnica de Bucarest. Il rejoint Re Ironița Ironworks en tant qu'ingénieur puis est devient président de la Chambre de commerce et d'industrie du județ de Caraș-Severin.
En 1992, il est élu au conseil de judet de Caras-Severin, dont il devient président en 1996.
En décembre 1997, il a été nommé ministre de l’Eau, des Forêts et de la Protection de l’environnement au sein du gouvernement de Victor Ciorbea. Lorsque Radu Vasile devient Premier ministre en 1998, Sorin Frunzăverde est nommé au ministère du Développement régional et de l'Administration publique. 
Il est à deux reprises ministre de la Défense nationale, du 13 mars au 28 décembre 2000, dans le gouvernement Isărescu, en remplacement Victor Babiuc et du 25 octobre 2006 au 5 avril 2007, dans le gouvernement Popescu-Tăriceanu.
Il est également membre du Parlement européen, où conduit la délégation roumaine au sein du groupe du Parti populaire européen. Il est aussi vice-président de la sous-commission sécurité et défense et membre de la commission des affaires étrangères. Il y participe au dialogue UE-Balkans occidentaux en tant que membre de la délégation pour les relations avec les pays de l'Europe du Sud-Est et de la délégation à la commission parlementaire mixte UE-ancienne République yougoslave de Macédoine. Il fait pression pour que son parti rejoigne le groupe du Parti populaire européen après avoir été affilié à l'Internationale socialiste.